# Kauler Kreuz

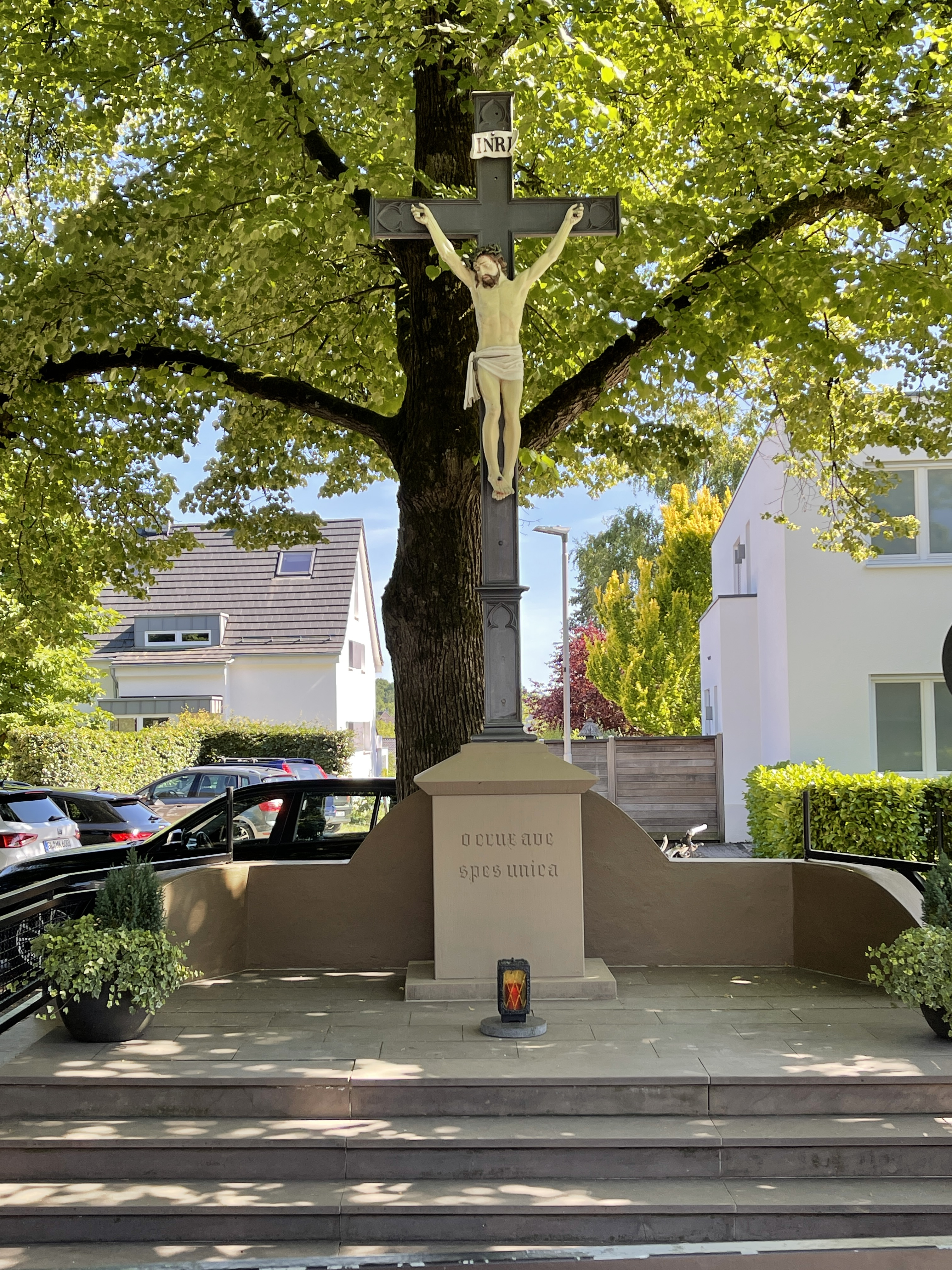
Das Kauler Kreuz im Juni 2022

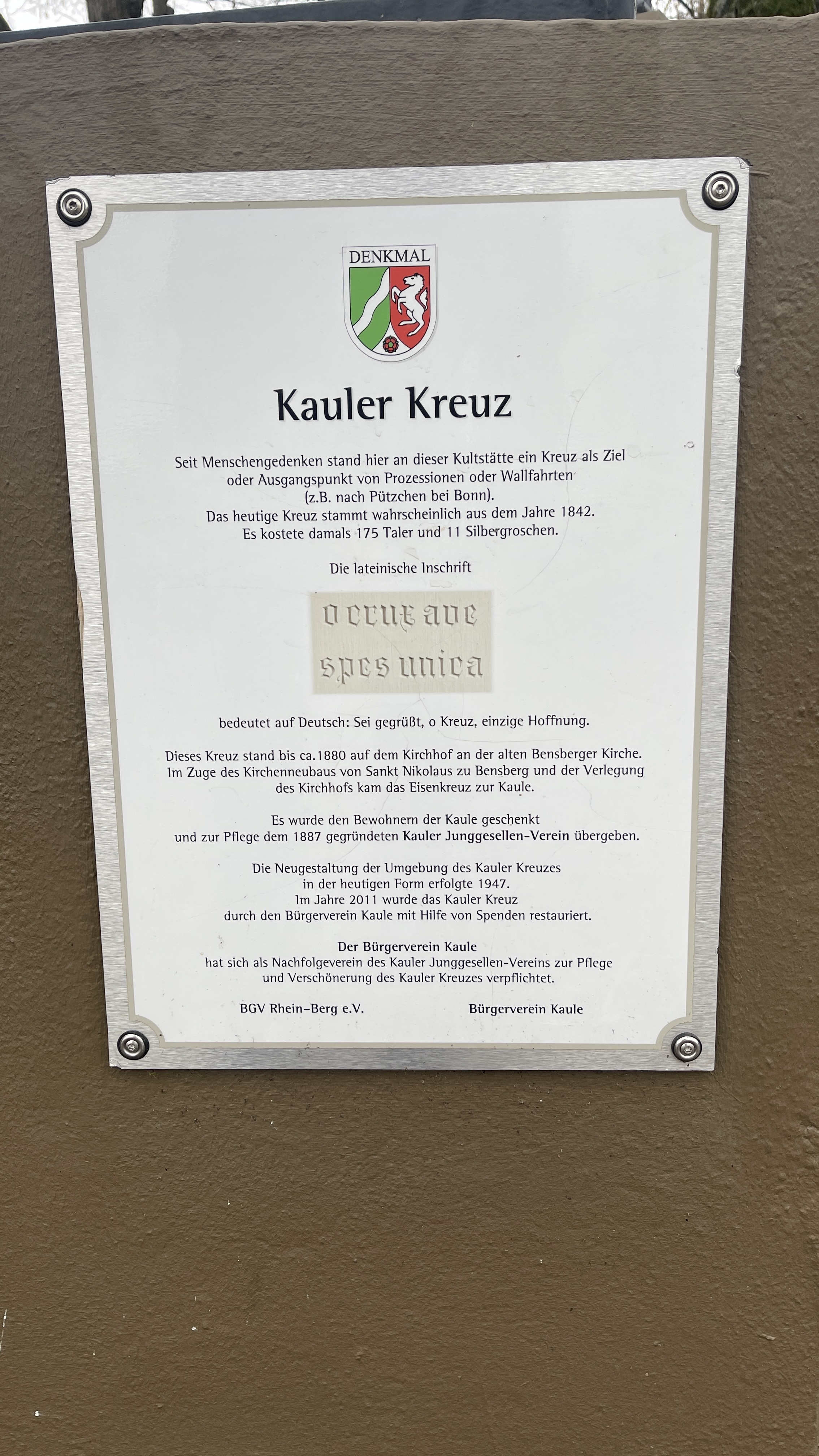
Denkmaltafel am Kauler Kreuz

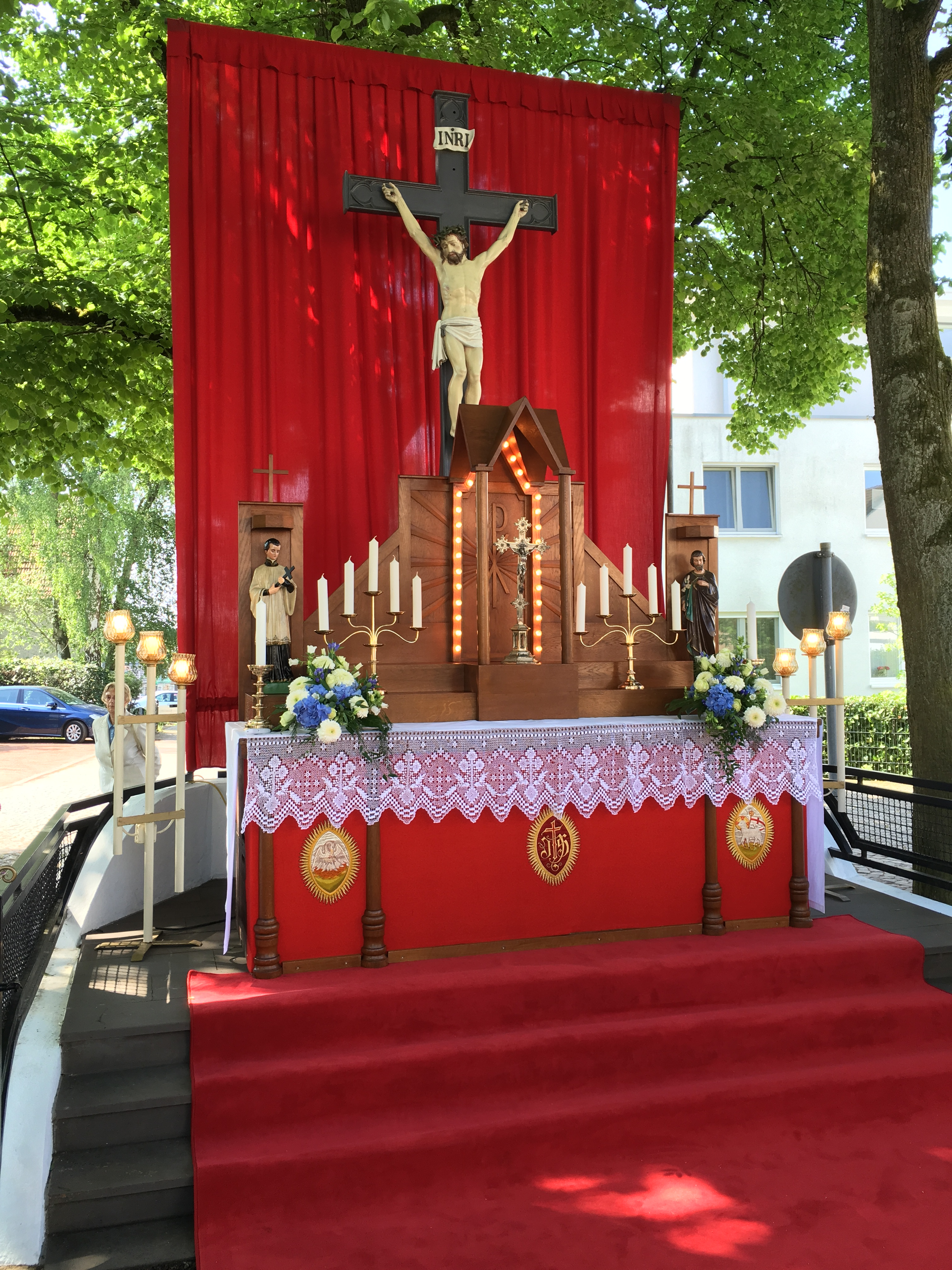
Segensstation am Kauler Kreuz

Das Kauler Kreuz ist ein Missionskreuz und steht im Stadtteil Kaule von Bergisch Gladbach-Bensberg neben dem Kauler Hof. Am 18. Oktober 1983 wurde es als Nummer 49 in die Liste der Baudenkmäler der Stadt Bergisch Gladbach aufgenommen.

## Ursprünglicher Standort
Das heutige Kreuz stand ca. von 1725 bis 1880 auf dem Kirchhof an der alten Bensberger Kirche. Andere Quellen berichten vom Jahr 1842 als Beginn der Standzeit.
Im Zuge des Kirchenneubaus von Sankt Nikolaus zu Bensberg und der Verlegung des Kirchhofs musste das Kreuz dort weggenommen werden.

## Heutiger Standort
So kam das Eisenkreuz auf Veranlassung der Pfarrgemeinde zur Kaule und ersetzte ein zuvor bereits dort befindliches Kreuz, welches bereits um 1550 erwähnt wurde.
Es wurde den Bewohnern der Kaule geschenkt und stand zunächst ohne jeglichen Schmuck an seinem heutigen Standort. Nach kurzer Zeit wurde es dem am 24. April 1887 gegründeten Junggesellen-Verein Bensberg-Kaule zur Pflege übergeben. Eugen Becker bezeichnete das Kauler Kreuz 1902 als „uraltes Heiligtum“.  Aus eigenen Mitteln erbaute der Verein 1947 die Einrahmung und gestaltete die Umgebung rund um das Kreuz in der heutigen Form.
Im Sockel findet sich die lateinische Inschrift O crux ave, spes unica (‚Sei gegrüßt, o Kreuz, einzige Hoffnung‘).
Bei der jährlichen Sakramentsprozession am Pfingstmontag wurde es vom Junggesellen-Verein, heute dem Bürgerverein Kaule, und Bewohnern der Kaule entsprechend ausgestattet und geschmückt, so wie heute noch bei der Bensberger Fronleichnamsprozession, die alle zwei Jahre auch zum Kauler Kreuz führt, wo sich einer der Segensaltäre befindet. Dafür wird jeweils der in den 1920er-Jahren im Winfriedheim gebaute Altar aufgebaut.
Als Nachfolgeverein des Junggesellen-Vereins kümmert sich heute der Bürgerverein Kaule um den Erhalt und die Pflege des Kreuzes und der dazugehörenden Anlage. So ließ der Bürgerverein beispielsweise im Jahr 2007 zunächst umfangreiche Natursteinarbeiten und 2011 eine sehr umfangreiche und denkmalgerechte Restauration des Korpusses durchführen, da brüchige Farbschichten eine Unterrostung zuließen.
Außerdem wird vom Bürgerverein die im Bergischen Land verbreitete Tradition des Pfingstsingens in den Straßen rund um die Kaule fortgesetzt, und jährlich findet ein Advents- und Weihnachtssingen am Kauler Kreuz statt.